# Basutolandia
Basutolandia (en inglés: Basutoland), oficialmente Territorio de Basutolandia (en inglés: Territory of Basutoland), fue una colonia de la Corona británica establecida en 1884 debido a la incapacidad de la Colonia del Cabo de controlar el territorio. 
Basutolandia fue dividida en siete distritos administrativos: Berea, Leribe, Maseru, Mohale's Hoek, Mafeteng, Qacha's Nek y Quthing. Después de su independencia en 1966, Basutolandia fue renombrada como Lesoto.

## Historia

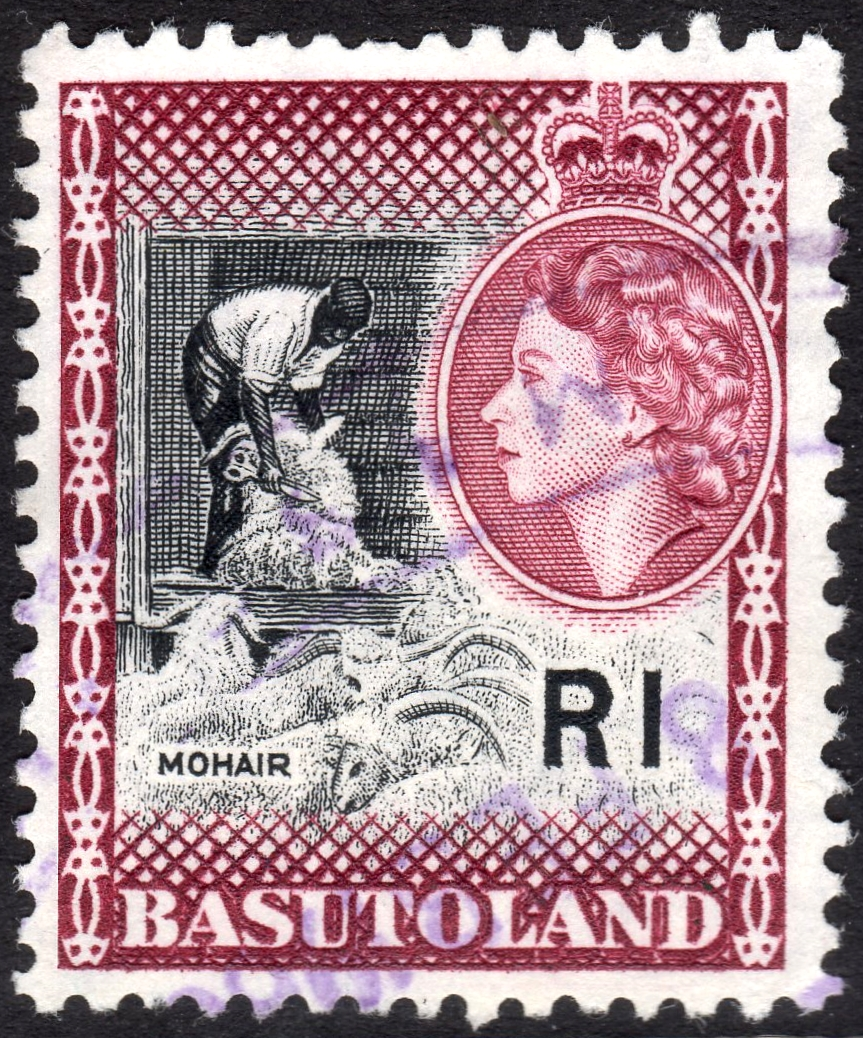
Sello postal de 1963.

El pueblo basuto aparece a inicios del siglo XIX, procedente de los grupos tsuana a los que Molutme había reunido bajo su mandato. En 1828 fue sucedido por Mochech, quien resistió el avance de ingleses y bóeres en la región montañosa de Thaba-Bosigo. Al cabo de cuarenta años, se negoció el establecimiento del protectorado británico sobre el reino sotho de Moshoeshoe I en el seno del Imperio colonial de Gran Bretaña y fue formalmente establecido en 1868 con el nombre de Basutolandia.
En 1871, Basutolandia fue situado administrativamente bajo el control de colonia del Cabo, contra la voluntad de los sotho, que se sublevaron en 1881. La rebelión terminó con un acuerdo general entre británicos y sotho, que garantizaba a los sotho que ningún colono blanco podría adquirir tierras en su reino y el retorno del control del territorio directamente al gobierno británico en 1884.
Durante la guerra angloboer, Basutolandia se mantuvo neutral y su territorio fue respetado por ambas partes. En julio de 1903 se instauró un Consejo Nacional, llamado pitso. Así cuando en agosto de 1905 murió el jefe principal, Lerotholi, el nombramiento de sucesor lo llevó a cabo el pitso, nombrando a Letsie II, hijo del anterior. Letsie II falleció en 1913, siendo sustituido por su hermano Griffith, el cual se había convertido al catolicismo en 1912.
A partir de 1906, Basutolandia fue administrada con los protectorados británicos de Suazilandia y Bechuanalandia por la misma administración colonial bajo la autoridad de un único alto comisario británico. Sin embargo, los jefes tribales conservaron enorme poder. Al mismo tiempo, los proyectos de desarrollo colonial fueron casi inexistentes, pues el único objetivo de los británicos era mantener la paz civil esperando una hipotética adhesión de los tres protectorados a la colonia de Sudáfrica.
En 1910 el Acta Sudafricana de Unión, que ponía los fundamentos de la Unión Sudafricana, preveía también la integración de Basutolandia en el nuevo dominio. Sin embargo, los sotho (y los otros dos protectorados) prefirieron conservar su autonomía y no fueron anexionados.
Durante la Primera Guerra Mundial, Griffith ofreció enviar fuerzas para combatir junto al Reino Unido. Aunque la oferta fue rechazada, algunos basutos participaron como auxiliares en África y Francia.
En 1925, los basutos expresaron nuevamente su deseo de permanecer bajo control británico directo. Además las normas legales limitaban la presencia extranjera, no permitiéndose la busca de minerales ni el establecimiento de agricultores blancos. La presencia europea era muy reducida y limitada a funcionarios, misioneros y algunos comerciantes. Sin embargo la oficialidad y los instructores de la policía eran europeos, 17 miembros de un total de 369. El censo de 1921 señalaba la presencia de 1603 europeos, de los que 399 vivían en Maseru. En ese censo el país tenía una población de 499 000 habitantes y la capital, Maseru, 2200.
En la década de los 1920, las comunicaciones con el exterior eran limitadas, con un único ramal de ferrocarril de 20 km que conectaba la capital con la red sudafricana, aunque ya se había construido una carretera que atravesaba el país de norte a sur por su zona occidental.
El desarrollo de la educación de los nativos quedó en manos de las misiones cristianas hasta la década de 1950, mientras que las élites locales fueron educadas en la universidad de Fort Hare en Sudáfrica. En 1946 los católicos fundaron en Basutolandia la universidad de Roma, que extendió la educación superior a todas las clases.
En septiembre de 1959 se aprobaron unas reformas constitucionales que se pusieron en vigor en 1960. Por ellas se crearon un Consejo Legislativo de 80 miembros y un Consejo Ejecutivo presidido por el comisario residente británico. De los ocho miembros del ejecutivo, cuatro eran de oficio, tres los nombraba el Consejo Nacional y el octavo lo era por el jefe supremo indígena.
En 1960, el Partido del Congreso de los Basoto (Basotho Congreso Party) (PCB), vinculado con el Congreso Nacional Africano celebró las primeras elecciones generales de Basutolandia. 
La Comisión Constitucional, establecida en 1962, presentó su informe con propuestas para el desarrollo constitucional en octubre del año siguiente. Entre sus propuestas se encontraba que el territorio se constituyera en reino, con Motlotlehi Moshoeshoe II como rey. Además aconsejaba nombrar un comité que negociara con la metrópoli. Las negociaciones constitucionales tuvieron lugar en Londres del 20 de abril al 15 de mayo de 1964. La delegación de Basutolandia, de once miembros, incluía al jefe supremo y otros jefes tribales, así como a los líderes de los dos principales partidos, en Partido Nacional Basotho y el Partido del Congreso.
Conforme con la constitución de 15 de mayo de 1964, el 29 de abril de 1965 se celebraron elecciones generales, a las que estaban convocados los hombres y mujeres mayores de 21 años. El Partido Nacional Basoto (Basotho National Party) (PNB) del jefe Joseph Leabua Jonathan, obtuvo el 41'6% de los votos y 31 escaños, mientras que el Partido del Congreso obtuvo 25 escaños y el Partido Marematlou consiguió 4. Se dio la circunstancia de que Leabua Jonathan no consiguió el escaño de su circunscripción (Leribe) mientras que el líder del Partido del Congreso -Ntsu Mokhehle- logró una fácil victoria en la suya.
El 4 de octubre de 1966 Basutolandia se convirtió en un estado independiente, tomando el nombre de Reino de Lesoto. El país estaba gobernado por una monarquía constitucional con un parlamento bicameral consistente en un senado y una asamblea nacional elegida por sufragio.

## Lista de comisarios británicos de Basutolandia
- Marshal James Clarke: 18 de marzo de 1884 - 18 de septiembre de 1894
- Godfrey Yeatsman Lagden: 18 de septiembre de 1894 - 1895
- Sir Herbert Cecil Sloley: 1895
- Godfrey Yeatsman Lagden: 1895 - 1901
- Sir Herbert Cecil Sloley: 1902 - 1913
- James MacGregor: 1913
- Sir Herbert Cecil Sloley: 1913 - 1916
- Robert Thorne Coryndon: 1916 - 1917
- Edward Charles Frederick Garraway: 1917 - abril de 1926
- John Christian Ramsay Sturrock: abril de 1926 - marzo de 1935
- Sir Edmund Charles Smith Richards: marzo de 1935 - agosto de 1942
- Charles Nobel Arden-Clarke: agosto de 1942 - noviembre de 1946
- Aubrey Denzil Forsyth-Thompson: noviembre de 1946 - 24 de octubre de 1951
- Edwin Porter Arrowsmith: 24 de octubre de 1951 - septiembre de 1956
- Alan Geoffrey Tunstal Chaplin: Septiembre de 1956 - 1961
- Alexander Falconer Giles: 1961 - 30 de abril de 1965[9]